# Sofie Trinh Johansson
Sofie Trinh Johansson, född 1986 i Värö församling, är en svensk författare. Hon skriver främst fantasy för unga vuxna samt historiska romaner.
Sofie Trinh Johansson, som har svenskt och vietnamesiskt påbrå, är uppvuxen i den lilla byn Bua strax norr om Varberg. Hon är bosatt i Varberg.
Hon debuterade som författare 2011 med den historiska romanen "Vatten och salt". Samma år kom också hennes andra bok "Halvblod" som första delen i "Halvblodstrilogin". De två följande delarna "Vingar av glas" och "Leva älska brinna dö" släpptes 2012 respektive 2013.